# Darren Hayman
Darren Hayman, né le 30 novembre 1970 à Brentwood (Essex), est un musicien britannique. Il est guitariste, auteur-compositeur-interprète.

## Biographie
Découvert par John Peel, le leader sort quatre albums avec Hefner (plus une compilation et un album en spectacle) et un album avec The French. Hayman a maintenant[Quand ?] un projet solo avec son groupe The Secondary Modern ou comme membre d'un collectif bluegrass "Hayman, Watkins, Trout and Lee". En 2000, on le retrouve sur la bande sonore de Five Second to Spare et en 2003, il joue dans le film These Are Your Creams. En 2010, une pièce de son dernier album devient le thème de la série espagnole ¿Qué fue de Jorge Sanz? (es).

## Discographie

### Albums
- Table for One - Darren Hayman (2006, Track & Field)
- Darren Hayman and the Secondary Modern - Darren Hayman and the Secondary Modern (2007, Track & Field)
- Hayman, Watkins, Trout and Lee - Hayman, Watkins, Trout and Lee (2008, Fortuna Pop!)
- Pram Town - Darren Hayman and the Secondary Modern (Jan 26, 2009, Track & Field)

### Compilations
- Great British Holiday EPs (CD and DVD set) - as Darren Hayman (2008, Belka)
- Madrid - as Darren Hayman and the Wave Pictures (2009, Belka)

### EPs
- Caravan Songs (7" EP) - Darren Hayman (2005, Static Caravan) - 2005
- Cortinaland (CD EP) - Darren Hayman (2005, Acuarela Discos|Acuarela)
- The Stereo Morphonium EP - The Stereo Morphonium (2005, Filthy Little Angels)
- Ukulele Songs From the North Devon Coast (7" EP) - Darren Hayman (2006, Static Caravan)
- Eastbourne Lights (7" EP) - Darren Hayman (2007, Static Caravan)
- Table for One: the Dessert Menu (CD EP) - Darren Hayman (2007, Track & Field)
- Minehead (7" EP) - Darren Hayman (2007, Static Caravan)
- Bad Policewoman/Your Heart (7" EP) - Darren Hayman and the Secondary Modern (2007, Unpopular)
- Songs for Harmonium and Drum Machine (7" EP) - Darren Hayman (2008, P572)
- Losing My Glue (Digital EP) - Darren Hayman and the Secondary Modern (2009, Track & Field)